# 이와무라 나츠미
이와무라 나츠미(일본어: 岩村捺未 이와무마 나쓰미[*], 1991년 7월 25일 ~ )는 일본 여성 아이돌 그룹인 파스포의 최연장자이다. 애칭은 낫츄(なっちゅ)이다.

## 프로필
- 생년월일: 1991년 7월 25일
- 출신지: 가나가와현
- 가족관계: 아버지, 어머니